# Koo Kien Keat
Dans ce nom, le nom de famille, Koo, précède le nom personnel.
Koo Kien Keat, né le 18 septembre 1985 à Ipoh, est un joueur malaisien de badminton.

## Carrière
En double messieurs avec Tan Boon Heong, il est médaillé d'or aux Jeux asiatiques de 2006 et aux Jeux du Commonwealth de 2010, médaillé d'argent aux Championnats d'Asie de badminton en 2007, aux Jeux d'Asie du Sud-Est de 2009, aux Jeux asiatiques de 2010 ainsi qu'aux Championnats du monde de badminton 2010 et aux Jeux du Commonwealth de 2010 et médaillé de bronze aux Championnats d'Asie de badminton en 2008 et aux Championnats du monde de badminton 2009.
En double messieurs avec Chan Chong Ming, il est médaillé de bronze aux Championnats du monde de badminton 2005, aux Jeux d'Asie du Sud-Est de 2005 et aux Jeux du Commonwealth de 2006.
En double mixte avec Wong Pei Tty, il est médaillé de bronze aux Jeux d'Asie du Sud-Est de 2005, aux Championnats du monde de badminton 2006 et aux  Jeux d'Asie du Sud-Est de 2009.
Il est aussi médaillé d'or aux Jeux du Commonwealth de 2010 en double mixte avec Chin Eei Hui.